# Schönleiten (Regenstauf)
Schönleiten ist ein Gemeindeteil des Marktes Regenstauf im Landkreis Regensburg (Oberpfalz, Bayern). Das Dorf Schönleiten war bis 1971 Sitz der gleichnamigen Gemeinde.

## Geschichte
Die Ruralgemeinde Schönleiten entstand mit dem bayerischen Gemeindeedikt von 1818 und umfasste die Orte Schönleiten, Ganglhof, Irlbründl, Kürnberg, Mettenbach, Neuried, Oberhub, Preischlgut, Richterskeller, Schnepfenberg, Unterhub und Wasa. Am 1. Januar 1971 schloss sich die Gemeinde Schönleiten der Gemeinde Bubach am Forst an. Am 1. Januar 1978 wurden unter Auflösung der Gemeinde Bubach am Forst die früheren Gemeindeteile von Schönleiten nach Regenstauf eingegliedert. Die restlichen Teile der Gemeinde Bubach am Forst kamen an Holzheim am Forst.